# Landessuperintendentur Lauenburg
Die Landessuperintendentur Lauenburg war ein evangelisch-lutherischer Aufsichts- und Verwaltungsbezirk unter wechselnden politischen und kirchlichen Bedingungen im Lauenburger Land von 1564 bis 1976. Der genauen Bezeichnung nach gab es eine Landessuperintendentur Lauenburg erst seit dem Inkrafttreten der schleswig-holsteinischen Kirchenverfassung von 1922 zum 1. November 1924. Von 1564 bis 1585 und wieder von 1705 bis 1924 lautete die Amtsbezeichnung des leitenden Geistlichen im Lauenburger Land nämlich „Superintendent“, von 1585 bis 1705 „Generalsuperintendent“, erst von 1924 bis 1976 „Landessuperintendent“. Erster Superintendent war Franz Baring, letzter Landessuperintendent Joachim Heubach.

## Politische Geschichte
Der heute zum Bundesland Schleswig-Holstein gehörende Kreis Herzogtum Lauenburg war seit 1260 unter den Askaniern ein selbständiges Herzogtum Sachsen-Lauenburg, seinerzeit auch „Niedersachsen“ genannt, fiel 1705 an Hannover, war seit 1816 in Personalunion mit dem Königreich Dänemark verbunden und wurde 1865 wie Schleswig-Holstein preußisch.
In der kurzen Episode der Franzosenzeit gehörte Lauenburg von 1806 bis 1813 zum Arrondissement Lübeck im Departement der Elbmündung.

## Kirchliche Geschichte
Das Herzogtum Sachsen-Lauenburg erhielt in der Reformationszeit eine eigene Lauenburgische bzw. Niedersächsische Kirchenordnung, nach welcher im Unterschied zu Schleswig-Holstein neben der Confessio Augustana mit dem Konkordienbuch auch die Konkordienformel von 1577 gilt.
Die evangelisch-lutherische Kirche im Lauenburger Land wurde im Laufe der Geschichte mehrmals kirchenrechtlich und organisatorisch zurückgestuft:
- 1877 von einer selbständigen Landeskirche des Herzogtums Sachsen-Lauenburg zu einem Sprengel mit Sonderrechten innerhalb der Evangelisch-lutherischen Landeskirche der Provinz Schleswig-Holstein;
- 1977 von einem Sprengel mit Sonderrechten innerhalb der Evangelisch-Lutherischen Landeskirche Schleswig-Holsteins zu einem Kirchenkreis der Nordelbischen Evangelisch-Lutherischen Kirche;
- 2009 von einem Kirchenkreis der Nordelbischen Kirche mit Sonderbestimmungen in der eigenen Satzung zu einer Propstei[1] innerhalb eines fusionierten Kirchenkreises[2] der Nordelbischen Kirche, jetzigen Nordkirche.

In der Zeit des Nationalsozialismus spielte die Landessuperintendentur Lauenburg insofern eine besondere Rolle, als
- nach anfänglicher Begeisterung für die Machtergreifung Adolf Hitlers in den Jahren nach 1935 fast alle Pastoren im Lauenburger Land der Bekenntnisgemeinschaft in Schleswig-Holstein angehörten;[3]
- nach dem über die Lübecker Pastoren verhängten Hausarrest am 20. März 1937 die sogenannte „Notkonfirmation“ in der Möllner Nicolaikirche stattfinden konnte;[4]
- nach Bruch der schleswig-holsteinischen Vikare mit dem DC-geprägten Kirchenregiment in Kiel ihre Ordination am 6. November 1938 in der St. Petri-Kirche Ratzeburg durch Superintendent Johannes Lange vorgenommen wurde.[5]

Wichmann von Meding urteilt:

„Im Dritten Reich war das kleine ehemalige Herzogtum umgeben von sehr viel größeren, zugleich überdurchschnittlich dem Nationalsozialismus ergebenen Regionen. Mitten zwischen all denen aber gehörten sämtliche Pastoren der Superintendentur Ratzeburg, ausnahmslos, also des ganzen kleinen ehemaligen Herzogtums Lauenburg, der hitlerkritischen Bekennenden Kirche an. Ein derart aus der Reihe tanzendes Ländchen, mutig zugleich und geschickt, nicht ärgerlich aufzufallen, um seinen eigenen Weg weiter gehen zu können, ohne falschen Trends hinterherzurennen, sollte uns in Wahrheit auffallen.“

### Superintendenten zu Lauenburg an der Elbe (1564–1585)
Herzog Franz I. ernannte 1564 Franz Baring zum ersten Superintendenten mit Sitz in Lauenburg/Elbe, der die Gemeinden im lutherischen Sinne reformieren sollte.
Die Generalvisitation von 1581, die Franz II. im ersten Jahr seiner Amtsführung als Verwalter des Herzogtums (für seinen Vater) durchführte, deckte große Missstände in Lehre, Predigt und Lebenswandel der Pastoren im Lande auf. Baring wurde 1582 als Superintendent entlassen. Ihm folgte Gerhard Sagittarius (1583–1592) nach, der mit der neuen Lauenburgischen Kirchenordnung von 1585 den Titel „Superintendens generalis“ (= Generalsuperintendent) erhielt.

### Generalsuperintendentur des Herzogtums Sachsen-Lauenburg (1585–1705)
In Abstimmung mit seinem älteren Bruder Heinrich von Sachsen-Lauenburg, Theologe und lutherischer Administrator des Erzstifts Bremen und der Hochstifte Osnabrück und Paderborn, erließ Franz II. die von Andreas Pouchenius dem Älteren verfasste lutherische Niedersächsische Kirchenordnung, wodurch die Landeskirche des Herzogtums Sachsen-Lauenburg begründet wurde. Die geistliche Leitung oblag fortan einem Generalsuperintendenten sowie (für die nächste Zeit) regional für die Ämter Ratzeburg und Neuhaus bzw. Stapel zuständigen „Specialsuperintendenten“ oder „Superintendenten“ genannt, sowie einem Konsistorium mit Sitz in Lauenburg/Elbe.
In der Mitte des 17. Jahrhunderts kam es zum Fortfall der in der Lauenburgischen Kirchenordnung von 1585 vorgesehenen Spezialsuperintendenten.
Von 1697 bis 1703 war die Generalsuperintendentur Lauenburg vakant.
Mit der Übernahme der Regentschaft in Sachsen-Lauenburg 1702 durch Georg Wilhelm, Fürst zu Lüneburg in Celle, blieb die Lauenburgische Kirchenordnung unangetastet.
Der erste von Georg Wilhelm zu benennende geistliche Leiter führte von 1703 bis 1705 in Lauenburg/Elbe noch den angestammten Titel „Generalsuperintendent“.

### Superintendentur des Herzogtums Sachsen-Lauenburg (1705–1877)
Am 17. Mai 1705 verlegte Georg Wilhelm Superintendentur und Konsistorium nach Ratzeburg. Seitdem lautete der Titel des leitenden Geistlichen im Lauenburger Land lediglich „Superintendent“.

### Superintendentur des Kreises Herzogtum Lauenburg (1877–1924)
Die Einführung der Kirchengemeinde- und Synodalordnung für die evangelisch-lutherische Kirche der Provinz Schleswig-Holstein vom 4. November 1876 erfolgte im Laufe des Jahres 1877 mit der Folge der Aufhebung des Lauenburgischen Konsistoriums und Unterstellung Lauenburgs unter das Konsistorium in Kiel. Der Bekenntnisstand der Kirche im Lauenburger Land blieb unberührt.

### Landessuperintendentur des Kreises Herzogtum Lauenburg (1924–1976)

#### Lauenburgische Sonderrechte in der Verfassung von 1922/1924
Als nach dem Fortfall des bisherigen landesherrlichen Kirchenregiments 1922 eine neue Kirchenverfassung erstand, bekamen die beiden Generalsuperintendenten in Schleswig und in Kiel die Bezeichnung Bischof, der Superintendent in Ratzeburg wurde Landessuperintendent. Ihm wurden die bischöflichen Pflichten und Rechte im alten Herzogtum Lauenburg zugebilligt. Gleichzeitig gehörte er der Kirchenregierung mit beratender Stimme an, der Landessynode und dem Landeskirchenamt.
Die am 30. September 1922 beschlossene Verfassung der Evangelisch-Lutherischen Landeskirche Schleswig-Holsteins trat durch das preußische Staatsgesetz vom 8. April 1924 mit Wirkung vom 1. November 1924 in Kraft. Das Lauenburgische Sonderrecht befand sich in verschiedenen verfassungsrechtlichen Bestimmungen, und zwar in:

„§ 102:
(1) Im Kreise Herzogtum Lauenburg tritt an die Stelle der Propsteisynode die Lauenburgische Synode.
(2) Die Rechte und Pflichten des Propstes werden durch den Landessuperintendenten für Lauenburg wahrgenommen.
§ 124:
(4) Bei Lauenburgischen Fragen tritt der Landessuperintendent für Lauenburg in die Kirchenregierung ein. Im Falle der Abstimmung hat sich alsdann der Bischof, der nicht den Vorsitz führt, der Stimme zu enthalten. Bei Fragen von allgemein-kirchlicher Bedeutung ist der Landessuperintendent für Lauenburg berechtigt, an den Verhandlungen der Kirchenregierung mit beratender Stimme teilzunehmen.
§ 135:
(3) Der Landessuperintendent für Lauenburg wird auf Vorschlag der Kirchenregierung von der Lauenburgischen Synode gewählt.
§ 142:
(1) Für die evangelisch-lutherischen Gemeinden des Kreises Herzogtum Lauenburg werden die Rechte und Pflichten des Bischofs durch den Landessuperintendenten für Lauenburg wahrgenommen.
(2) Die Vorschriften der §§ 136 Abs. 1 und 2, 138, 139, 141 (d.h. über den Bischof) finden auf den Landessuperintendenten sinngemäß Anwendung.
(3) Hinsichtlich der Einführung des Landessuperintendenten verbleibt es bei dem Herkommen [sc. Einführung des Landessuperintendenten durch die sieben dienstältesten lauenburgischen Pastoren].“

Das Landeskirchenamt bestand nach § 143 aus dem Präsidenten, dem Vizepräsidenten, den Bischöfen und dem Landessuperintendenten für Lauenburg sowie weiteren geistlichen und nichtgeistlichen Mitgliedern.

#### Lauenburgische Sonderrechte in der Rechtsordnung von 1958
Landessuperintendent Ernst Fischer vor der Lauenburgischen Synode am 1. Oktober 1969 in Mölln:

„Die neue Rechtsordnung … hat an diesem [dem bisherigen] Zustand nicht viel geändert. Der Landessuperintendent in Lauenburg ist geborenes Mitglied der Kirchenleitung mit beratender Stimme. In lauenburgischen Angelegenheiten hat er Stimmrecht. Er nimmt an den Sitzungen des Landeskirchenamtes teil, kann auf der Landessynode jederzeit unbegrenzt das Wort ergreifen, ist in seinem eigenen Sprengel Landessuperintendent mit bischöflichen Pflichten und Rechten und dazu gleichzeitig sein eigener Propst und Pastor in Ratzeburg. Er hat also ein dreifaches Amt. … 
Der Landessuperintendent in der Landeskirche, das ist der besondere Beitrag Lauenburgs an die Gesamtkirche. Es hat der Kirchenleitung noch nie geschadet, daß einer, der in seiner Existenz drei Ämter auf drei Ebenen vereinigt, an der Kirchenleitung beratend teilnimmt. Wenn es den Landessuperintendenten für Lauenburg nicht gäbe, müßte man so ein Amt in unserer Landeskirche erfinden. Es würde für die Kirchenleitung und ihre Beratungen eine Verarmung bedeuten, wenn so ein dreifaches Amt nicht in der Kirchenleitung vertreten wäre. Das Besondere an Lauenburg sind nicht die viel erwähnten und umstrittenen Sonderrechte. Ich nehme das Wort nicht gern in den Mund, und in meiner Amtszeit wird man es weder im Landeskirchenamt noch in der Kirchenleitung von mir gehört haben. Wovon ich reden möchte, das ist der lutherische Auftrag Lauenburgs in der Landeskirche. Die Besonderheit Lauenburgs ist nicht auf dynastische Gründe zurückzuführen, wie etwa die Selbständigkeit der Eutiner Landeskirche, die Besonderheit Lauenburgs ist auf den Konfessionsstand zurückzuführen. In Lauenburg gilt nämlich das Konkordienbuch, die reformatorischen Bekenntnisse von der Augsburgischen Konfession bis zur Konkordienformel. Hier liegt der besondere Auftrag Lauenburgs in der Landeskirche.“

Schon bei den Beratungen über die Entwürfe der Rechtsordnung der Schleswig-Holsteinischen Landeskirche in den 1950er Jahren hatte die Frage nach dem Fortbestehen der „Lauenburgischen Sonderrechte“ eine Rolle gespielt. Oskar Epha, Präsident des Landeskirchenamts in Kiel von 1954 bis 1964, nahm 1957 im Konvent kirchlicher Mitarbeiter zu den gutachtlichen Äußerungen Rudolf Launs aus dem Jahr 1952 eingehend Stellung.
Launs These war, dass es eine selbständige Landeskirche des Kreises Herzogtum Lauenburg gibt. Begründet wurde diese Behauptung mit einem Vertrag vom 15. März 1876, welcher zwischen dem Kommissar der herzoglich-lauenburgischen Regierung und einem Kommissar der „Ritter- und Landschaft“ einerseits und einem Kommissar der königlich-preußischen Staatsregierung andererseits geschlossen wurde.
Epha widersprach dieser These und führte aus, dass sich dieser Vertrag lediglich auf vermögensrechtliche Verhältnisse bezog, zur Begründung etwaiger kirchlicher Sonderrechte aber nicht herangezogen werden könne. Auch die These, dass das preußische Gesetz vom 23. Juli 1876 zur Begründung eines vertraglichen Sonderrechts der Lauenburgischen Kirche gegenüber der Schleswig-Holsteinischen Kirche herangezogen werden kann, wurde von Epha nicht geteilt. Klaus Blaschkes Kommentar 1986:

„Festzuhalten bleibt, dass die Rechtsordnung der Schleswig-Holsteinischen Landeskirche Lauenburgische Sonderrechte anerkannte, allerdings nicht als Dauergarantie. Hervorgehoben wird von Epha, daß man allseits bemüht war, bei der Beratung der Rechtsordnung auf die besonderen Verhältnisse Lauenburgs Rücksicht zu nehmen. Wie schon 1877 war man der Meinung, daß im Wege kirchlicher Gesetzgebung Änderungen eintreten könnten.“

In Art. 124 und 125 der Rechtsordnung der Ev.-Luth. Landeskirche Schleswig-Holsteins vom 6. Mai 1958 in der Fassung vom 14. November 1969 hieß es:

„Art. 124:
(1) In der Landessuperintendentur Lauenburg werden die Rechte und Pflichten des Bischofs durch den Landessuperintendenten für Lauenburg wahrgenommen, ebenso die Rechte und Pflichten des Propstes.
(2) Der Landessuperintendent wird auf Vorschlag der Kirchenleitung von der Lauenburgischen Synode gewählt.
(3) In der Landessuperintendentur tritt an die Stelle der Propsteisynode die Lauenburgische Synode, an die Stelle des Propsteivorstandes der Synodalvorstand.“

Art. 125 befasste sich mit den Kapellengemeinden. Darüber hinaus nahm der Landessuperintendent ohne Stimmrecht an den Sitzungen der Kirchenleitung teil (Art. 105).
Die Rechtsordnung von 1958 blieb bis zum 1. Januar 1977 in Kraft. Lediglich im Jahre 1961 ergab sich eine Änderung bezüglich der Zusammensetzung der Kirchenleitung, als mit der Schaffung des Amtes eines Landespropsten für Südholstein dieser analog der Regelung für den Landessuperintendenten für Lauenburg in die Kirchenleitung als beratendes Mitglied aufgenommen wurde und in den seinen Zuständigkeitsbereich betreffenden Fragen Stimmrecht anstelle des zweiten Bischofs erhielt.
1979 wurde die lauenburgische Landessuperintendentur (seit 1. Januar 1977 durch Inkrafttreten der Verfassung der Nordelbischen Evangelisch-Lutherischen Kirche nominell Kirchenkreis Herzogtum Lauenburg, vorbehaltlich der kirchengerichtlichen Überprüfung) mit dem Ausscheiden von Joachim Heubach nicht wieder besetzt. Ihm folgte nach einer Zeit der Vakanz am 18. August 1981 Hermann Augustin als Propst ohne bischöfliche Rechte.

#### Münchener Gutachten zu den Lauenburgischen Sonderrechten 1971
Am 21. Mai 1970 kam es mit verfassungsändernder Mehrheit durch einen Kirchenvertrag zum Zusammenschluss der Landeskirchen Eutin, Hamburg, Lübeck, Schleswig-Holstein und des Kirchenkreises Harburg zur Nordelbischen Kirche (NEK). Diesem Vertrag, von einer Intersynodalkommission der beteiligten Kirchen erarbeitet, wurden Grund- und Leitsätze beigefügt, nach denen die Verfassung der NEK von der verfassungsgebenden Synode erarbeitet werden sollte. Von diesen Grundsätzen konnte nur mit qualifizierter Mehrheit abgewichen werden. Weder im Vertrag noch in den Grund- und Leitsätzen wurden die Lauenburgischen Sonderrechte erwähnt.
Der Lauenburgische Synodalvorstand ersuchte daraufhin den evangelischen Kirchenrechtler Axel von Campenhausen, zu der Frage Stellung zu nehmen, ob die Schleswig-Holsteinische Landessynode berechtigt gewesen ist, dem Nordelbien-Vertrag mitsamt den Grund- und Leitsätzen zuzustimmen, ohne die Lauenburgische Synode angehört zu haben.
Das Gutachten des Kirchenrechtlichen Instituts der EKD verneinte diese Frage.
In der ausführlichen Begründung wurde zwar festgestellt, dass die Landessuperintendentur seit 1877/80 keine selbständige Kirche mehr darstellt, dass aber die Lauenburger Sonderrechte „nicht nur von Anfang an wesentlicher Bestandteil des durch die Eingliederung geschaffenen Rechtszustandes, sondern auch Bedingung für das Zustandekommen der einverständlichen Eingliederung der Lauenburgischen in die Schleswig-Holsteinische Landeskirche“ waren.
Abschließend hieß es in dem Gutachten, dass die Lauenburgischen Sonderrechte nach fast hundertjähriger Respektierung zwar keine absolute, aber doch eine relative Bestandskraft gegenüber dem Zugriff der Gesamtsynode erlangt hätten.

„Solange sie sich nicht als dem kirchlichen Auftrag im Wege stehend erwiesen haben oder offensichtlich absolut geworden sind und solange noch ein verständiges Interesse der Lauenburgischen Gemeinden an ihrem Fortbestand vorhanden ist, darf eine Landessynode, die ihren Auftrag recht versteht, sie nicht lediglich aus Vereinfachungs- oder gar rein optischen Einheitlichkeitsgründen beseitigen. Das Lauenburgische Interesse ist ohne weiteres einsichtig. Von Einzelheiten abgesehen, kann das Bewußtsein, historische Eigentümlichkeiten eines solchen kleinen Gebietes zu pflegen, ein legitimes, belebendes Moment für das kirchliche Leben sein. Mehr noch ist die Nähe des in gewisser Selbständigkeit mit bischöflichen Funktionen ausgestatteten Landessuperintendenten für die Gemeinden ein Wert, der erhalten zu werden verdient.“

Heinz Brunotte schrieb dazu:

„Das Gutachten räumt unter I, 1 und 2 ein, daß einer positivistischen Betrachtungsweise das Vorgehen der Schleswig-Holsteinischen Landessynode unangreifbar erscheinen könnte. Die Landessynode habe das Recht gehabt, auch die Rechtsordnung zu ändern. Eine Sperrklausel zugunsten Lauenburgs ist in der Rechtsordnung nirgends gegeben. Die Landessuperintendentur Lauenburg war auch keine selbständige Kirche. Bei der preußischen Eingliederung des Herzogtums Lauenburg in die Provinz Schleswig-Holstein vom 23.6.1873 sei bereits das Konsistorium aufgehoben und das Konsistorium in Kiel zuständig geworden.
Danach habe eine Lauenburgische Synode vom 20. bis 25.9.1877 der kirchlichen Vereinigung ausdrücklich zugestimmt, die dann durch königlichen Erlaß vom 7.11.1877 vollzogen wurde. Das Gutachten sieht mit Recht hierin einen ‚Anschluß‘ bzw. einen ‚Eintritt‘ in die Schleswig-Holsteinische Landeskirche. Es habe auch kein Vertragsverhältnis bestanden. Dem vollständigen Anschluß steht auch nicht der Umstand entgegen (I, 4), daß in Lauenburg die Konkordienformel von 1580 gilt, in Schleswig-Holstein dagegen nur zum Teil und mit zweifelhaftem Rang. Man könnte hinzufügen, daß auch in anderen lutherischen Landeskirchen der Bekenntnisstand nicht einheitlich ist. So bietet z.B. die Evangelische Landeskirche Hannover in bezug auf die Geltung der Konkordienformel ein äußerst buntes Bild.“

Klaus Blaschke: „Trotz dieser Bewertung kommt das Gutachten zu dem Ergebnis, dass die Schleswig-Holsteinische Landessynode nicht frei über die Lauenburgischen Sonderrechte verfügen konnte. Unter Hinweis auf den Staatsrechtler Paul Laband wurde diese Meinung im Einzelnen begründet.“

#### Klage gegen den Verlust der Sonderrechte 1976
§ 7 des Einführungsgesetzes zur Verfassung der NEK vom 12. Juni 1976 bestimmte lapidar: „Kirchenkreise der Nordelbischen Kirche sind in ihren bei Inkrafttreten der Verfassung bestehenden Grenzen“ (neben den anderen Kirchengebieten) „die Propsteien und die Landessuperintendentur Lauenburg der ehemaligen Evangelisch-Lutherischen Landeskirche Schleswig-Holsteins“. Auch im nordelbischen Einführungsgesetz wurden die Lauenburgischen Sonderrechte nicht erwähnt.
Hiergegen erhob die Landessuperintendentur Lauenburg im Dezember 1976 Klage vor dem Kirchengericht. Zur Begründung der Klage wurde das Gutachten des Kirchenrechtlichen Instituts der EKD vorgelegt.
Der pensionierte lauenburgische Landessuperintendent Ernst Fischer nahm am 21. Oktober 1977 Stellung zum „Prozeß um die Nordelbische Kirche“.

#### Urteil des Verfassungs- und Verwaltungsgerichts der VELKD 1980
Die Frage nach den Sonderrechten fand durch das Urteil des Verfassungs- und Verwaltungsgerichts der VELKD vom 7. Juli 1980 ihren Abschluss. In den Leitsätzen des Gerichts hieß es:

„1. Der Landessuperintendent für Lauenburg besaß nach der Schleswig-Holsteinischen Rechtsordnung zwar einige bischöfliche Befugnisse für seinen Bereich, nicht aber die verfassungsmäßige Stellung eines Bischofs.
2. Ein Antragsrecht in Verfassungssachen nach § 2 I b Kirchengesetz über das Kirchengericht der evangelisch-lutherischen Kirchen in Schleswig-Holstein und Hamburg von 1972 stand dem Landessuperintendenten nicht zu.“

Damit hatte das Gericht die Frage nach den Lauenburgischen Sonderrechten zu einem gewissen Abschluss gebracht. Klaus Blaschke urteilte im Nachhinein:

„Bedauerlich ist, dass das Gericht aus formalen Gründen zu den in dem Gutachten aufgeworfenen staatskirchenrechtlichen und kirchenrechtlichen Fragen nicht Stellung bezog, da dem Landessuperintendenten ein Antragsrecht in dieser Angelegenheit nicht zuerkannt werden konnte. Für den Kirchenkreis Herzogtum Lauenburg war es sicher nicht leicht, sich mit diesem Urteil abzufinden.“

### Folgeeinrichtungen der Landessuperintendentur Lauenburg
Mit Beendigung der Lauenburgischen Sonderrechte durch Inkrafttreten der Verfassung der Nordelbischen Kirche 1977 wurde die Lauenburgische Landessuperintendentur ein nordelbischer Kirchenkreis, seit der Fusion mit dem Kirchenkreis Lübeck ein geistlicher Aufsichtsbezirk mit der Bezeichnung Propstei.

#### Kirchenkreis Herzogtum Lauenburg
Nach dem verlorenen Prozess um die lauenburgischen Sonderrechte beschloss die Kirchenkreissynode am 26. November 1980, die Bezeichnung „Kirchenkreis Herzogtum Lauenburg“ einzuführen und den Zusatz „Lauenburgisch(e/er)“ für die Kirchenkreissynode und den Kirchenkreisvorstand zu verwenden. Dem stimmte die Kirchenleitung der Nordelbischen Kirche am 8./9. Dezember 1980 zu. Im Kirchenkreis Herzogtum Lauenburg galten durch Kirchenkreissatzung vom 14. November 1984 bestimmte lauenburgische Sonderregelungen fort, nämlich die Verpflichtung der Leitungsorgane:

„1. den lauenburgischen Bekenntnisstand bei der Besetzung der Pfarrstellen im Pastorenkonvent durch Unterschrift und beim Einführungsgottesdienst vor der Gemeinde verpflichtend zur Kenntnis zu bringen;
2. das Beachten der Kirchenordnung von 1585 in den bis heute gültigen Aussagen;
3. die Assistenz der sieben dienstältesten Pastoren im Kirchenkreis bei der Einführung des Propsten; 
4. die eigengeordnete, der lauenburgischen Kirchenkreissynode verantwortliche Missionsarbeit, zu deren Unterstützung jede lauenburgische Kirchengemeinde verpflichtet ist;
5. die Lauenburg-Ratzeburgische Bibelgesellschaft;
6. den Martin-Luther-Bund (Lauenburgischer Gotteskasten);
7. die lauenburgischen Kapellengemeinden in Basedow, Fuhlenhagen, Grambek, Salem, Schnakenbek, Schmilau, Schretstaken, Talkau, Tramm und Witzeeze in ihrer Eigenständigkeit zu fördern;
8. das Patronatsrecht in der Beziehung zum Kreis Herzogtum Lauenburg durch die Patronatsvertreter in den Kapellen- und Kirchenvorständen, zu den Stadtpatronaten Ratzeburg und Mölln, und in der Beziehng zu den Privatpatronen in Basthorst, Gudow, Gülzow, Kogel und Wotersen zu erhalten;
[9.] und am lauenburgischen Talar als für die nordelbische Kirche anerkannte Amtstracht soweit wie möglich festzuhalten.“

Der Präsident des Nordelbischen Kirchenamtes Klaus Blaschke trug dazu am 24. März 1985 in seinem Festvortrag in der St.-Petri-Kirche (Ratzeburg) zum 400-jährigen Jubiläum der Lauenburgischen Kirchenordnung vor:

„Die Pastoren des Kirchenkreises Herzogtum Lauenburg haben sich mit der Unterzeichnung der Lauenburgischen Kirchenordnung ein Sonderrecht erhalten, das in keiner Weise der Verfassung der Nordelbischen Kirche widerspricht, gleichzeitig aber eine Verpflichtung für diese Kirche ist. Die Unterschrift, und wenn auch nur noch im traditionellen Sinne vollzogen, macht deutlich, welchen Wert die Akzeptanz kirchlicher Ordnung hat. Die Ordnung des kirchlichen Lebens wird damit zu einer Art ‚geistlichem Grundgesetz‘. Es gilt, dies den Pastoren der anderen Kirchenkreise weiterzugeben, welch hoher Stellenwert damit verbunden ist, auf kirchliche Ordnungen zu hören. Die Verbindlichkeit ergibt sich aus der freiwilligen Akzeptanz dieser Ordnung. Entscheidend ist, daß diese Ordnung, und darin ist die Verpflichtung für die gesamte Kirche zu sehen, aus dem gottesdienstlichen Zentrum der Gemeinde erwächst. Gleichzeitig ist die Gemeinde Normadressat kirchlicher Ordnung.
So könnte das Gedenken an die Lauenburgische Kirchenordnung für die gesamte Nordelbische Kirche Verpflichtung sein, ein solches ‚geistliches Grundgesetz‘ zu schaffen.“

Propst Peter Godzik (1998–2007) äußerte sich auf der Themensynode „Die Zukunft des Kirchenkreises Herzogtum Lauenburg“ am 26. Mai 1999 zur bleibenden Bedeutung der Lauenburgischen Sonderrechte im übertragenen Sinne:

„Für diese neun lauenburgischen Sondertraditionen ist der Kirchenkreis Herzogtum Lauenburg oft belächelt worden. Wir halten an ihnen nicht fest, weil wir hoffnungslos rückwärtsgewandt und traditionsgebunden sind. Wir erkennen in unserem Erbe auch zukunftsweisende Aspekte, die wir verteidigen und neu zum Leuchten bringen wollen.
So könnte z. B. das Patronatsrecht als früher Vorläufer des Sponsoring verstanden werden. Auch in der Zukunft muss es uns gelingen, wohlhabende Gemeindeglieder (und kommunalpolitische Verantwortungsträger) zu einem besonderen Engagement in der Haushalterschaft an unseren Gemeinden zu bringen, indem sie bereit sind, finanzielle Mittel, Zeit und Gaben für die Gemeindearbeit zur Verfügung zu stellen.
Die eigene Bibelgesellschaft verweist auf die grundlegende Bedeutung der biblischen Botschaft auch für eine zukünftige Kirche. Gerade in einer Zeit, in der die Kenntnis des Bibelbuches erschreckend nachlässt, wird es zunehmend wichtig sein, durch bibelpädagogische Aktivitäten die Menschen mit dem grundlegenden Schatz ihrer Geschichte und Kultur vertraut zu machen.
Der Martin-Luther-Bund (Lauenburgischer Gotteskasten) macht deutlich, dass Verkündigung ohne diakonische Verantwortung für die Geschwister im Glauben und ohne Bereitschaft zum Teilen nicht möglich ist. Er steht stellvertretend für die zahlreichen diakonischen Aktivitäten, die das Leben unserer Kirchengemeinden auch in der Wahrnehmung öffentlicher Aufgaben z.B. im Bereich der Kindergärten und Diakonie-Sozialstationen auszeichnet.
Die eigengeordnete lauenburgische Missionsarbeit hält uns in lebendiger Verbindung mit den Erfahrungen junger Kirchen in der ganzen Welt. Missionsarbeit unter den Bedingungen der heutigen Zeit bedeutet gerade nicht eine Einbahnstraße zur Übermittlung unserer Glaubens- und Wertvorstellungen, sondern eine partnerschaftliche Verbindung, die im wechselseitigen Geben und Nehmen darauf aus ist, vom anderen zu lernen und im Glauben und in der Liebe zu wachsen.
Die Lauenburger (niedersächsische) Kirchenordnung von 1585 ist zwar in einer altertümlichen Sprache verfasst und heute nur noch in moderner Übertragung und mit Erläuterungen zu verstehen. Sie enthält aber Hinweise für das Verhalten von Kirchenvorständen und Pastoren, die auch heute noch beherzigenswert sind. Sie rät zum Frieden und zur Auferbauung untereinander, sie gibt Empfehlungen für eine ‚übereinstimmende Kirchenleitung‘ (Schleiermacher), die wir nicht verachten, sondern uns neu erschließen sollten.
Die neben dem Augsburgischen Bekenntnis von 1530 im Lauenburgischen geltende Konkordienformel von 1577 lehrt uns, daß der Glaube nicht ein für allemal in einer bestimmten Formel beschrieben und festgelegt werden kann. Auf dem Hintergrund von Bibel und altkirchlichen Bekenntnissen müssen wir jeweils neu auf die Herausforderungen und Streitfragen der Zeit reagieren und unseren apostolischen Glauben in Gemeinschaft mit den anderen christlichen Geschwistern und im Hören auf sie in der Welt zum Ausdruck bringen.
Kleiderfragen und Ordnungsfragen können jeweils neu geregelt werden; sie binden uns nicht für alle Zeiten. Aber im Respekt vor überkommenen Traditionen und in der Anerkennung z.B. der selbständigen Kapellengemeinden im Lauenburgischen Land kommt auch zum Ausdruck, daß wir nur weitergeben, was wir empfangen haben: ‚Wir sind es doch nicht, die da die Kirche erhalten könnten. Unsere Vorfahren sind es auch nicht gewesen. Unsere Nachkommen werden’s auch nicht sein, sondern der ist’s gewesen, ist’s noch und wird’s sein, der da sagt: Ich bin bei euch alle Tage bis an der Welt Ende‘ (Martin Luther).“

#### Propstei Lauenburg im Kirchenkreis Lübeck-Lauenburg
Zum 1. Mai 2009 fusionierten die Kirchenkreise Herzogtum Lauenburg und Lübeck zum Kirchenkreis Lübeck-Lauenburg. Innerhalb des Kirchenkreises wurden zwei Propsteien als geistliche Aufsichtsbezirke gebildet: Lübeck und Lauenburg.

„Die 23 Kirchengemeinden der Hansestadt Lübeck und die 34 Kirchengemeinden des Herzogtums Lauenburg arbeiten im Kirchenkreis Lübeck-Lauenburg zusammen. Ein Kirchenkreis ist ein Aufsichts- und Verwaltungsbezirk einer Landeskirche. Er unterstützt sowohl die Kirchengemeinden als auch die Dienste und Werke. Er steht unter der Aufsicht von einem oder mehreren Pröpsten bzw. Pröpstinnen. In der Propstei Lübeck ist das Pröpstin Petra Kallies mit Dienstsitz in der Kirchenkanzlei, in der Propstei Lauenburg ist das Pröpstin Frauke Eiben mit Dienstsitz im Petri-Forum.“